# Baiyuerius cuii
Espèce
Baiyuerius cuii est une espèce d'araignées aranéomorphes de la famille des Agelenidae.

## Distribution
Cette espèce est endémique de Chine. Elle se rencontre au Hubei et au Sichuan.

## Description
Le mâle holotype mesure 11,87 mm.

## Systématique et taxinomie
Cette espèce a été décrite par Wei et Liu en 2025.

## Étymologie
Cette espèce est nommée en l'honneur de Bo-han Cui.

## Publication originale
- Wei, Zhu, Liu, Zhang & Liu, 2025 : « New species and new combinations of the spider genus Baiyuerius Zhao, B. Li & S. Q. Li, 2023 (Araneae, Agelenidae, Coelotinae). » Zootaxa, no 5636(3), p. 401-442.